# Laura Hillenbrand
Laura Hillenbrand (Fairfax, 15 de maio de 1967) é uma escritora estadunidense. Autora dos best-sellers Seabiscuit: An American Legend (2001), Redemption (2010) e Unbroken: A World War II Story of Survival, Resilience (2010), já vendeu mais de treze milhões de cópias e teve as três obras adaptadas para o cinema. Sua poética é definida pelo New Journalism como uma "pirotecnia verbal, focaliza intensamente a história real de distintos eventos".